# Turgon
Turgon ist eine französische Gemeinde mit 81 Einwohnern (Stand: 1. Januar 2022) im Département Charente in der Region Nouvelle-Aquitaine (vor 2016 Poitou-Charentes); sie gehört zum Arrondissement Confolens und zum Kanton Charente-Bonnieure. Die Einwohner werden Turgonnais genannt.

## Geographie
Turgon liegt etwa 41 Kilometer nordnordöstlich von Angoulême. Turgon wird umgeben von den Nachbargemeinden Champagne-Mouton im Norden, le Vieux-Cérier im Nordosten, Le Grand-Madieu im Osten und Südosten, Parzac im Süden, Beaulieu-sur-Sonnette im Südwesten sowie Chassiecq im Westen.

## Bevölkerungsentwicklung
| Jahr                       | 1962 | 1968 | 1975 | 1982 | 1990 | 1999 | 2006 | 2019 |
| Einwohner                  | 174  | 134  | 129  | 112  | 110  | 85   | 95   | 87   |
| Quellen: Cassini und INSEE |      |      |      |      |      |      |      |      |

## Sehenswürdigkeiten
- Kirche Saint-Sixte aus dem 14. Jahrhundert

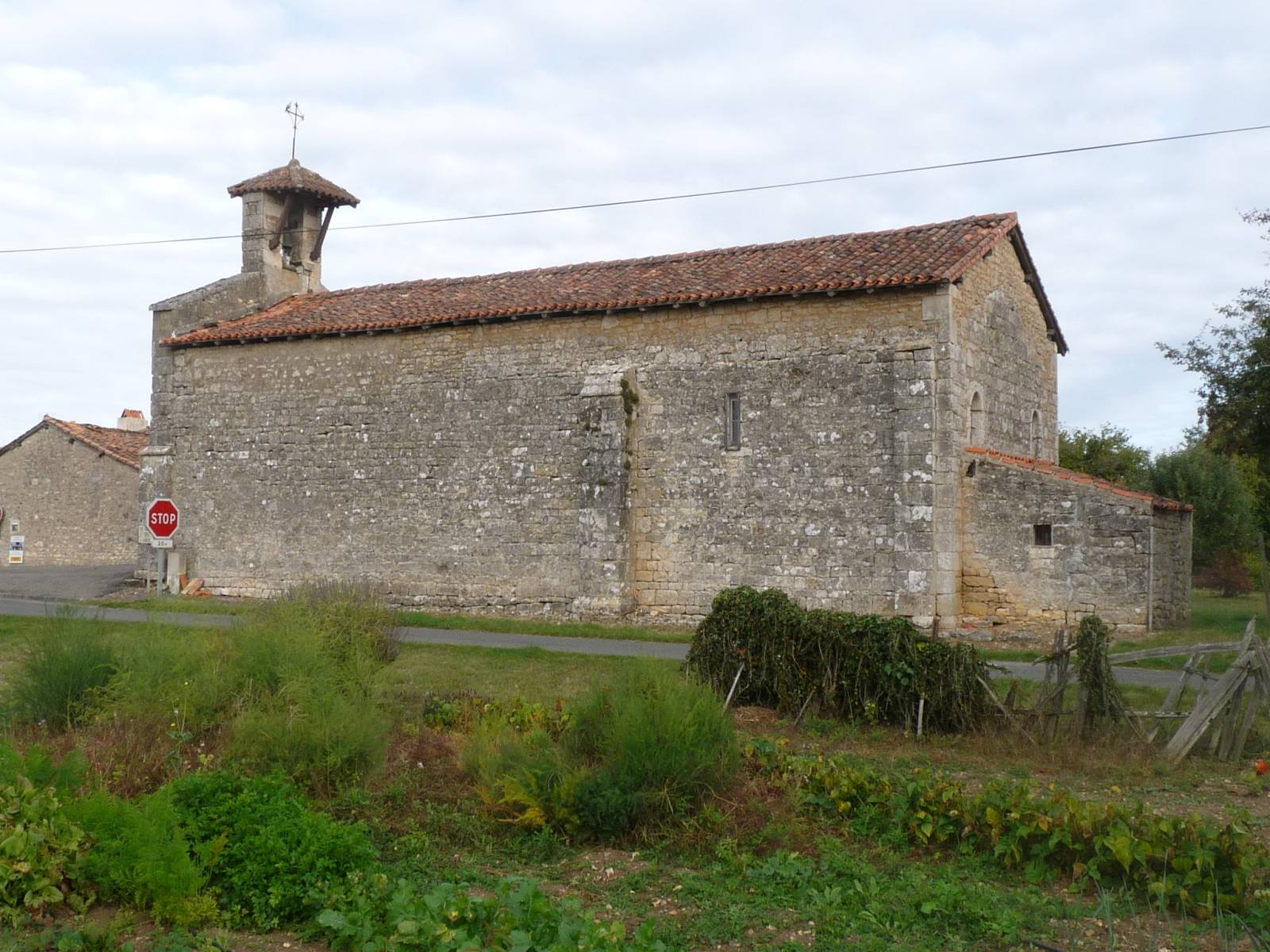
Kirche Saint-Sixte